# موسسه جمعیت‌های پرندگان
مؤسسه جمعیت‌های پرندگان (به انگلیسی: The Institute for Bird Populations)، مستقر در پتالوما، کالیفرنیا، یک سازمان غیرانتفاعی است که به مطالعه و پایش جمعیت پرندگان اختصاص دارد و به مدیران سرزمین و سیاست‌گذاران اطلاعات مورد نیاز برای مدیریت بهتر این جمعیت‌ها را ارائه می‌دهد.
در ژوئن ۲۰۱۵، مؤسسه وبگاهی به نام «نرخ حیاتی پرندگان خشکی آمریکای شمالی» راه‌اندازی کرد که جمعیت ۱۵۰ گونه پرنده در آمریکای شمالی را ردیابی می‌کرد تا آگاهی دربارهٔ کاهش جمعیت این گونه‌ها را افزایش دهد.